# Pilargis berkeleyi
Pilargis berkeleyi är en ringmaskart som beskrevs av Monro 1933. Pilargis berkeleyi ingår i släktet Pilargis och familjen Pilargidae. Inga underarter finns listade i Catalogue of Life.